# Fionn Whitehead
Fionn Whitehead (Londres, 18 de juliol de 1997) és un actor anglès, conegut per interpretar el protagonista de la pel·lícula de 2017 Dunkerque.

## Biografia
Whitehead va néixer el 18 de juliol de 1997. Va néixer a Richmond (Londres), fill de Linda i el músic de jazz Tim Whitehead. Va rebre el nom del personatge mitològic irlandès Fionn mac Cumhaill. Whitehead té tres germans més grans i es va criar «en una casa artística». De petit volia ser ballarí de break dance. Als 13 anys va començar a actuar al teatre Orange Tree. Després va anar a l'escola Orleans Park i a Richmond College, i va fer un curs d'estiu al National Youth Theatre. El 2015 era un aspirant a actor treballant en una cafeteria a Waterloo (Londres). El seu primer paper va ser a la minisèrie britànica Him (2016). També va actuar a l'obra de teatre de Glenn Waldron Natives.
Va interpretar el protagonista de la pel·lícula de Christopher Nolan Dunkerque, que es va estrenar a principis de 2017. Nolan el va comparar a l'actor Tom Courtenay de jove. Setmanes després del rodatge de Dunkerque, va començar a treballar en la pel·lícula de Richard Eyre El veredicte: La llei del menor, amb Emma Thompson i Stanley Tucci, que es va estrenar al Festival Internacional de Cinema de Toronto el setembre de 2017. També va pronunciar un dels vuit monòlegs de la sèrie de televisió Queers, estrenada el 2017.
L'any següent va aparèixer a la pel·lícula interactiva de la sèrie de televisió Black Mirror Bandersnatch interpretant-ne el protagonista, Stefan Butler. L'abril de 2019 va aparèixer al drama de Sebastian Schipper, Roads.

## Filmografia
| Any          | Títol                           | Tipus              | Paper         | Notes                                             |
| ------------ | ------------------------------- | ------------------ | ------------- | ------------------------------------------------- |
| 2016         | Him                             | Minisèrie          | Him           |                                                   |
| 2017         | Dunkerque                       | Pel·lícula         | Tommy         |                                                   |
| 2017         | Queers                          | Sèrie de televisió | Andrew        | Monòleg «A Grand Day Out» (un dels vuit monòlegs) |
| 2017         | El veredicte: La llei del menor | Pel·lícula         | Adam Henry    |                                                   |
| 2018         | Black Mirror: Bandersnatch      | Pel·lícula         | Stefan Butler | Pel·lícula interactiva de Black Mirror            |
| 2019         | Roads                           | Pel·lícula         | Gyllen        |                                                   |
| 2019         | Port Authority                  | Pel·lícula         | Paul          |                                                   |
| 2020         | Inside No. 9                    | Sèrie de televisió | Gabriel       | Episodi: «Misdirection»                           |
| 2020         | Don't Tell a Soul               | Pel·lícula         |               | [ 17 ]                                            |
| Per anunciar | The Duke                        | Pel·lícula         |               | Rodatge                                           |
| Per anunciar | Voyagers                        | Pel·lícula         | Jack          | Post-producció                                    |

## Nominacions
| Any  | Pel·lícula                      | Guardó                                                                                    | Cerimònia                             | Resultat | Ref.   |
| ---- | ------------------------------- | ----------------------------------------------------------------------------------------- | ------------------------------------- | -------- | ------ |
| 2017 | Dunkerque                       | Premi Empire al millor actor novell                                                       | 23è premi Empire                      | Nominat  | [ 18 ] |
| 2017 | Dunkerque                       | Premi al millor intèrpret britànic/irlandès jove de l'any del London Film Critics' Circle | 38è premi London Film Critics' Circle | Nominat  | [ 19 ] |
| 2017 | El veredicte: La llei del menor | Premi al millor intèrpret britànic/irlandès jove de l'any del London Film Critics' Circle | 39è premi London Film Critics' Circle | Nominat  | [ 20 ] |